# Jallanges
Jallanges település Franciaországban, Côte-d’Or megyében. Lakosainak száma 309 fő (2022. január 1.). Jallanges Seurre, Trugny, Labergement-lès-Seurre, Lanthes és Clux-Villeneuve községekkel határos.

## Népesség
A település népességének változása:
| Lakosok száma | 262  | 322  | 285  | 311  | 339  | 334  | 323  | 313  | 308  | 309  |
|               | 1968 | 1982 | 1990 | 2006 | 2013 | 2015 | 2017 | 2019 | 2020 | 2022 |